# Smarowanie
Smarowanie – doprowadzenie smaru stałego (plastycznego), ciekłego (oleju), ciała stałego (np. dwusiarczek molibdenu, grafit) bądź gazowego w miejsce styku współpracujących części maszyn lub urządzeń. Przy konstrukcji poszczególnych węzłów tarcia należy przewidzieć odpowiednie smarowanie, gdyż ma ono decydujący wpływ na zużycie cierne, a tym samym ich niezawodność i trwałość oraz na straty mocy (dyssypację). Środek smarny jest częścią konstrukcyjną maszyny. Najkorzystniejsze smarowanie uzyskuje się dzięki środkom smarnym płynnym, gdyż najłatwiej i najprecyzyjniej można je doprowadzić do węzłów tarcia.
Zadania smarowania :
- zmniejszanie tarcia,
- usuwanie zanieczyszczeń ze współpracujących części,
- ochrona przed korozją,
- odprowadzenie ciepła z obszaru tarcia,
- tłumienie drgań,
- amortyzacja obciążeń uderzeniowych,
- zmniejszenie luzów i skutków ich powiększania się.

Rodzaje smarowania smarem ciekłym:
- hydrostatyczne,
- hydrodynamiczne,
- hybrydowe,
- elastohydrodynamiczne.